# Fort Myers Beach, Florida
Fort Myers Beach är en stad (town) i Lee County, i delstaten Florida, USA. Enligt United States Census Bureau har staden en folkmängd på 6 406 invånare (2011) och en landarea på 7,2 km².